# Berggebräuche
Als Berggebräuche, auch Bergrechtsbräuche oder Bergwerksgebräuche genannt, bezeichnet man im Bergbau ein altes Gewohnheitsrecht, das sich über viele Jahrhunderte eingebürgert hat. Die Berggebräuche waren kein geschriebenes Recht, sie hatten jedoch so einen hohen Wert, dass sie später vielfach bei der Gestaltung der alten Bergordnungen Einfluss hatten. In vielen Fällen wurden im vorindustriellen Bergbau den Berggebräuchen die Kraft von Gesetzen zuerkannt. Im modernen Bergbau haben Berggebräuche in der Regel keinerlei gesetzliche Geltung mehr.

## Grundlagen
Der Beginn und die weitere Entwicklung des Bergrechts haben eine lange Geschichte und eine lange Tradition. Im frühen Bergbau gab es noch keinerlei Berggesetze, die Bergleute handelten, wie sie es für richtig hielten. Daraus entwickelten sich im Laufe der Jahrhunderte bergbaulicher Tätigkeit bestimmte rechtliche Gewohnheiten, die mündlich überliefert wurden. Diese Gewohnheiten wurden von den Bergleuten und Bergbautreibenden stets praktiziert. Durch die Freizügigkeit der Bergleute verbreitete sich dieses Gewohnheitsrecht auch in den Bergrevieren, in die die Bergleute zuwanderten. Hinzu kamen ab dem 12. Jahrhundert Rechtssprichwörter und Erkenntnisse der Schöffenstühle. Diese bergrechtlichen Sitten und Gewohnheiten hatten sich bei den Bergbautreibenden als Berggewohnheitsrecht eingebürgert. Im Laufe der Jahre entstand in den jeweiligen Regionen das Bedürfnis, die Berggebräuche auch schriftlich in einer Bergordnung einzubringen. Im Jahr 1208 wurde die 1185 zunächst als Vertrag bekannte Bergordnung von Trient veröffentlicht. In diese Bergordnung wurden die gewohnheitsrechtlich geprägten Grundsätze des Bergrechts erstmals in ein schriftliches Gesetz eingebracht. Auch in weiteren Bergordnungen wie z. B. der Joachimsthaler Bergordnung wurden die Berggebräuche mit angeführt.

## Die einzelnen Berggebräuche
Im Laufe der Jahrhunderte haben sich mehrere Berggebräuche entwickelt, die als Zeichen zur Unterstützung der Rechtsaussage galten. So wurde beispielsweise im Erzbergbau ein neuer Fund einer reichhaltigen Erzader mit einem Schrei, dem sogenannten Berggeschrei kundgetan. Ebenfalls durch Beschreien des Grubennachbarn musste ein Bergmann seinen Rechtsanspruch auf den Feldesteil nach einem Durchschlag kundtun. In den österreichischen Bergrevieren musste ein Muter das Begehren nach einer Verleihung seines neuen Fundes durch ein drei Nächte lang betriebenes Feuer und durch lautes Rufen (Beschreien) kundtun. Um sichtbar die Abgrenzung seines Grubenfeldes zu kennzeichnen, musste der Muter als Beweis der Lagerstätte diese mit Reifen abgrenzen. Um Fundstreitigkeiten zu bereinigen, musste derjenige, dem der Fund streitig gemacht wurde, einen Eid auf den Rundbaum schwören. Diese Regelung fand in vielen alten Bergordnungen ihren Niederschlag. Von den vielen Berggebräuchen sind vier als Hauptgrundsätze auch in die alten Bergordnungen übernommen wurden:
1. Das Recht des freien Suchens und das Recht des ersten Finders, auch bekannt als die Bergbaufreiheit.[13]
2. Die Bestätigung und Zumessung des unterirdischen Besitztums nach Begehr des Finders und mit erfolgtem Nachweis der Bauwürdigkeit, auch bekannt als die Verleihung.[12]
3. Verlust und Zurückfall des verliehenen Besitztums in das Bergfreie bei Nichtbetrieb oder bei nicht ordnungsgemäßem Betrieb des Bergwerks, bekannt als Freifahrung.[13]
4. Entschädigung des Grundeigentümers für Schäden an Grund und Boden, die durch den Bergbaubetrieb entstanden sind, bekannt als Bergschaden.[12]

Weitere wichtige gewohnheitsrechtliche Rechtsinstitutionen, die im alten Bergrecht galten, waren das Bergregal, das Direktionsprinzip und der Bergzehnt.